# Código civil europeo
El código civil europeo (CEE) es una armonización propuesta del derecho privado a lo largo de la Unión Europea. 
El objetivo último de un código civil europeo es, como ocurre con un código civil nacional, tratar comprehensivamente las áreas nucleares del derecho privado (también denominado ley privada). La ley privada típicamente cubierta en un código civil incluye la ley familiar o Derecho de familiar, la ley de herencias, la ley de la propiedad y la ley de obligaciones. La ley de obligaciones incluye la ley de contratos, delitos (o responsabilidad civil) y restitución. Fue a partir de la labor sobre el derecho europeo de contratos que surgió el empuje para un código civil europeo completo. El desarrollo de un código civil europeo se ha centrado principalmente en crear una derecho unificado de contratos. Así, el término 'código civil europeo' se utiliza a menudo en referencia concreta a la armonización de la legislación de contratos en la UE.

## Historia

### La Comisión Lando
La idea de un código civil europeo unificado se remonta a la idea de una Europa unificada y la creación de la Unión Europea. El Parlamento Europeo solicitó la creación de un código civil europeo en 1989, 1994 y 2000. Un enfoque pragmático ha visto a los defensores de un código civil europeo desarrollar leyes uniformes en áreas discretas antes de trabajar en un código civil europeo completo.
El desarrollo de un Código europeo para el Derecho contractual comenzó en 1982, con la formación de la Comisión de Derecho Contractual Europeo. Esta se conoció como la Comisión Lando en honor a su presidente Ole Lando. Al mismo tiempo, el UNIDROIT inició estudios similares que condujeron a la publicación en 1994 de los Principios para los Contratos Comerciales Internacionales. La Comisión Lando se centró en la creación de los Principios del Derecho europeo de contratos (Principles of European Contract Law o PECL). La primera parte de los PECL se publicó en 1995, seguida de la Parte II en 1999 y la Parte III final en 2003. Estos Principios del Derecho contractual europeo pueden llegar a formar parte del Código Civil europeo.

### Hacia un Código Civil Europeo
En 1997, el Gobierno holandés, como entonces presidente de la Unión Europea, celebró una conferencia titulada "Hacia un código civil europeo". La conferencia consideró la viabilidad de dicho código y condujo a la creación de un libro titulado Hacia un Código Civil Europeo. La tercera edición se publicó en 2004 y aunque el enfoque principal es el derecho contractual europeo, considera otras áreas del derecho privado que pueden también forman parte de un código civil europeo. Los años posteriores a esta conferencia han visto el desarrollo de muchos grupos académicos centrados en diferentes áreas del derecho privado. Éstos incluyen:
- El Grupo de Estudio sobre un Código Civil europeo, formado en 1997 y presidido por el profesor Christian von Bar en la Universidad de Osnabrück.[2]
- El Grupo de Acquis (nombre oficial: Grupo de Búsqueda sobre Derecho Privado de la CE o Research Group on EC Private Law) en la Universidad de Münster, se centra en el Derecho privado comunitario europeo.[3]
- La Comisión sobre el Derecho europeo de familia con base en la Universidad de Utrecht.
- El Grupo europeo sobre Derecho de responsabilidad civil (Tort), también llamado el grupo Spier/Koziol, en asociación con el Centro europeo de responsabilidad civil y Derecho de seguros en Viena.[2]
- El Núcleo Común del proyecto de Derecho Privado europeo conducido por Mauro Bussani y Ugo Mattei en la Universidad de Trento.[2]
- La Académie des Privatistes Européens en la Universidad de Pavia, al mando de Giuseppe Gandolfi. Publicó un Borrador de Código ('avant-projet') en 2002.[2]
- El Centro Leuven para una Ley Común (Common Law) de Europa, fundado en 2001 por el Profesor de Walter Van Gerven, quien escribió un número de recopilación de casos (casebooks) europeos, junto con Basil Markesinis.[3]
- Se ha creado la Joint Network on European Private Law (Red Conjunta sobrela Derecho privado europeo) e incluye varios de los grupos mencionados más arriba.

### Marco Común de Referencia
El 11 de julio de 2001, la Comisión Europea emitió una Comunicación en relación con posibles desarrollos en el derecho contractual europeo. Tras la revisión de las presentaciones sobre la Comunicación, la Comisión publicó un Plan de Acción para una legislación contractual europea más coherente en 2003. El Plan de Acción inició el proceso de creación de lo que se conoce como el Marco Común de Referencia (Common Frame of Reference o CFR). A esto le siguió en 2004 la publicación de “Derecho contractual europeo y revisión del acervo: el camino a seguir”. El CFR tiene por objeto proporcionar una estructura y una guía para el desarrollo de un derecho privado europeo armonizado, pero tiene un enfoque específico en el derecho contractual. Se esperaba que la creación de un derecho contractual europeo unificado se lograría para 2010.
El Borrador del Marco Común de Referencia (DCFR), un proyecto conjunto del Grupo de Estudio y el Acquis Group (financiado por la Comisión Europea por € 4,3 millones), se publicó en diciembre de 2007. Aunque la Comisión Europea minimizó la importancia futura esperada del CFR en un informe de julio de 2006, una resolución del Parlamento Europeo de marzo de 2006 afirmaba que "Aunque la Comisión niega que éste sea su objetivo, está claro que muchos de los investigadores y partes interesadas que trabajan en el proyecto creen que el resultado final a largo plazo será una Unión Europea código de obligaciones o incluso un Código Civil Europeo en toda regla”.  El economista Gerhard Wagner elogió "la redacción de un conjunto coherente de normas" para toda Europa, como el DCFR, como "un inmenso logro científico".